# Cirák
Cirák is een plaats (község) en gemeente in het Hongaarse comitaat Győr-Moson-Sopron. Cirák telt 656 inwoners (2001).

## Galerij

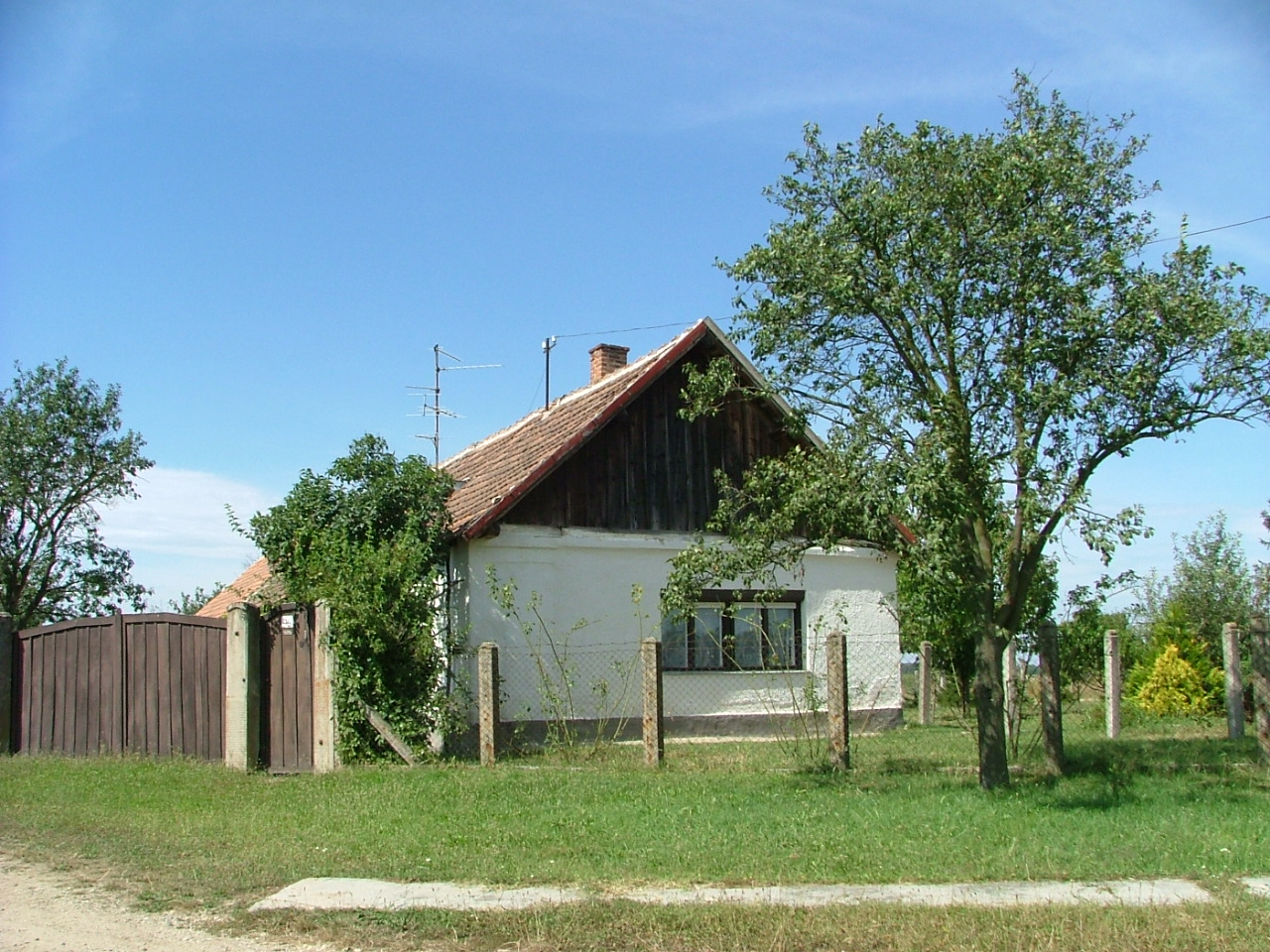
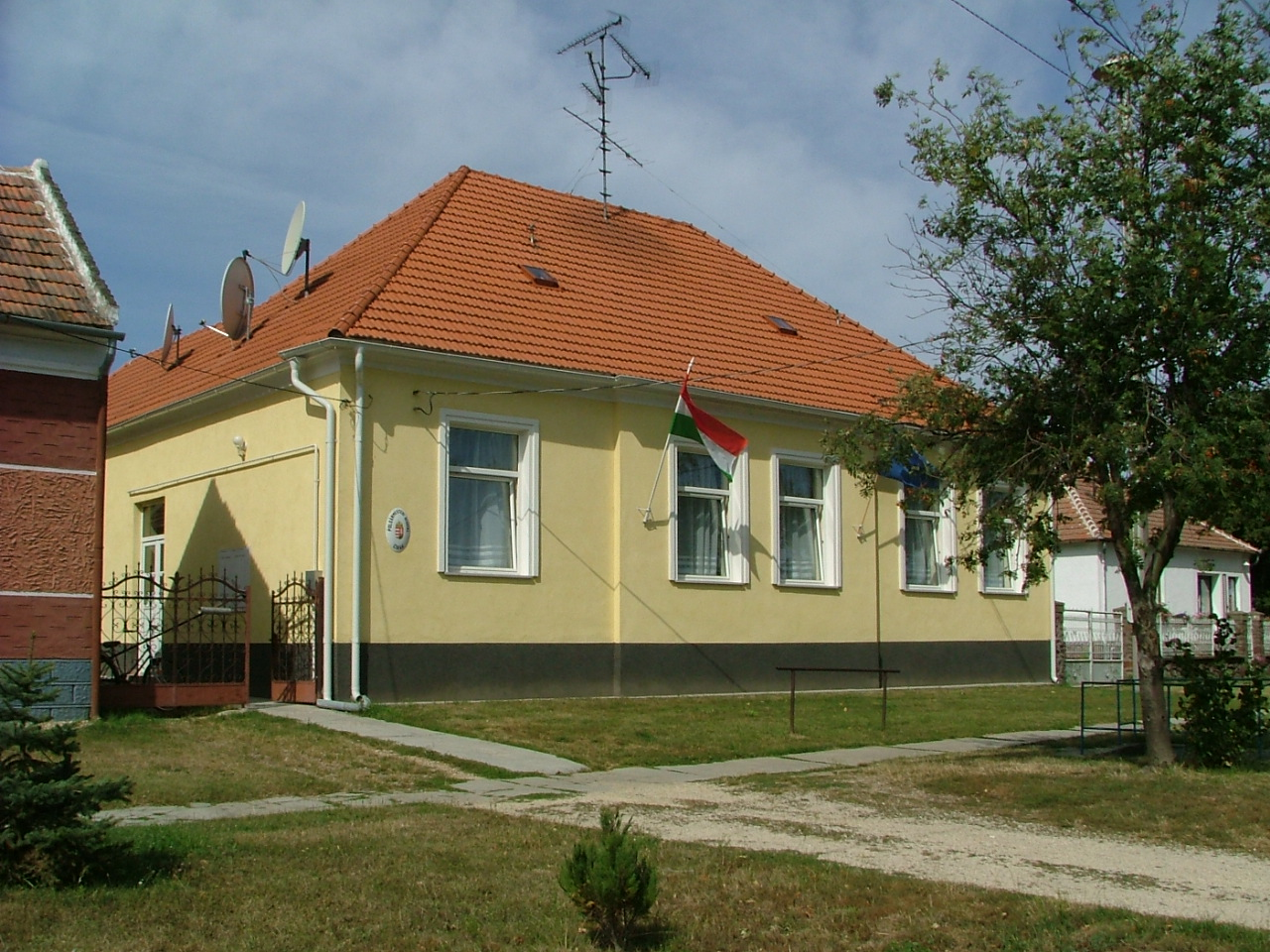
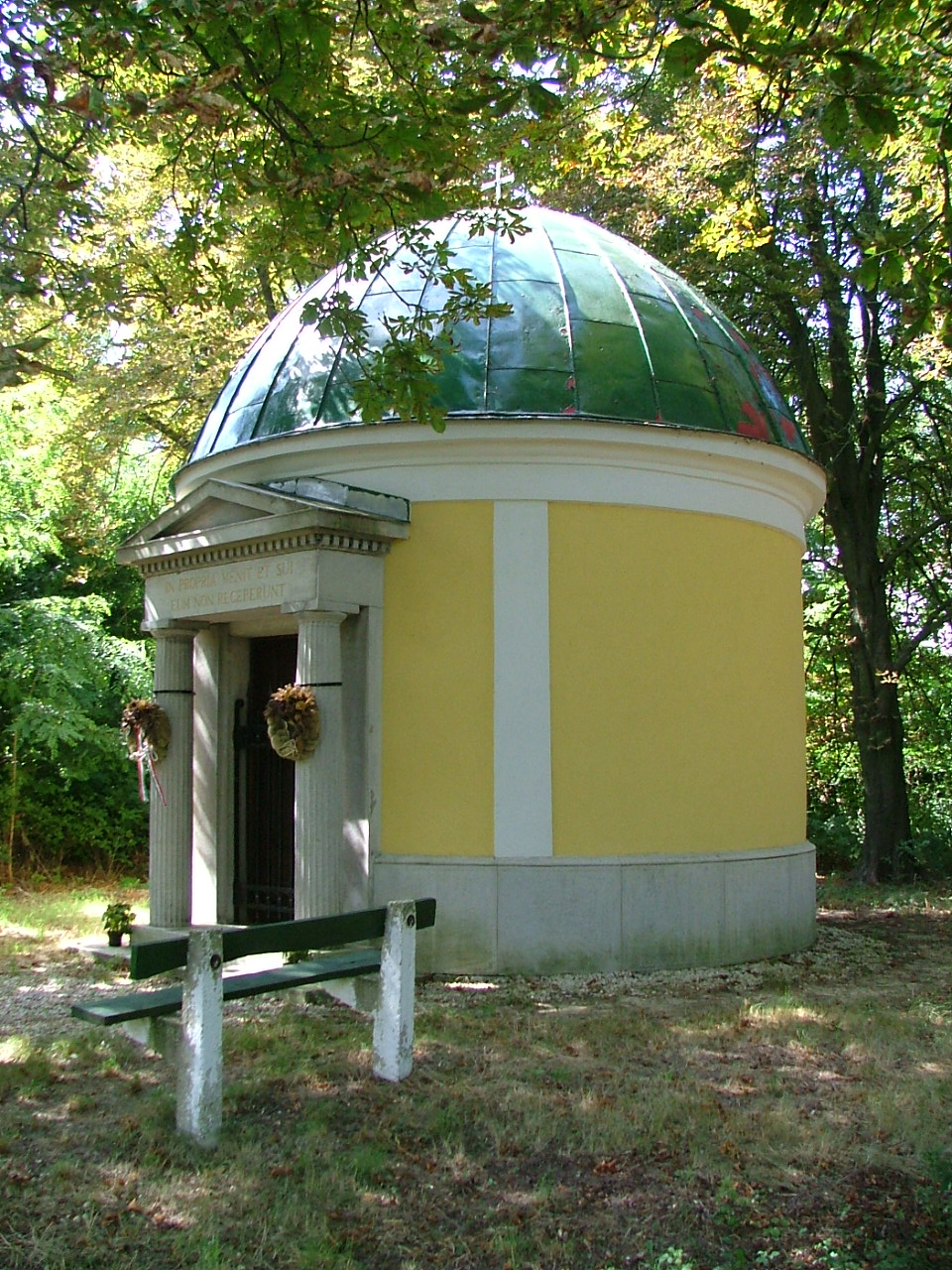